# Ватопедска грамота
Ватопедската грамота е дарствен хрисовул, издаден от цар Иван Асен II на манастира „Св. Богородица Ватопедска“ в Атон.
С Ватопедската грамота цар Иван Асен II подарява на манастира селото Семалто в Сярска област. Този документ съдържа богата информация за данъчната система, административния апарат и статута на зависимите селяни във второто българско царство. Предполага се, че грамотата е издадена непосредствено след битката при Клокотница, когато Сярската област вече е във владенията на българския цар. Дарението е мотивирано както от личната му дълбока религиозност, така и от политиката му на привличане на духовните среди и главно на Атонското манастирско братство, което има огромен авторитет в православния свят.
Ватопедската грамота е една от най-кратките и лошо запазени царски грамоти. В езиково отношение обаче тя съдържа ценни материали за състоянието на българския език през 13 в. Така например в грамотата се отбягва използването на родителен падеж при отрицание, употребява се кратка дателна форма -му на личното местоимение в 3 л. ед. ч. с притежателно значение. В грамотата се употребява формата що вместо чьто, а гласната н /и/ се променя в ы след съгласна ж (жыветъ, дръжытъ).

## Текст на грамотата
†Блг҃ѡиꙁвѡли црⷭ҇ ми дарѡвати ст҃ѡмꙋ мѡнастирю прѣст҃ыѫ Бр҃цы еже въ Ст҃ѣи гѡрѣ нарицаемыѫ Ватѡпедскыѫ селѡ нарицаемѡе: Семалтѡ лежѫщее въ странѣ Сѣрстѣи ѣкѡ се селѡ съ людми и съ всѣми мꙋ правинами и стаси и прилежаниемъ и прибыткѡмъ • да дръжытъ и ѡбладает(ъ) честныи тѡи мѡнастиръ властиѫ самѡвластнѡѫ и неѿемнѡѫ дѡндеже живетъ црⷭ҇ ми • а практѡри црⷭ҇ ми пѡсылаемые пѡ всѣ врѣмена въсприемати дани и сьвршити всѣч(с)кыѣ рабѡты црⷭ҇ ми • еже сѫть севасти • дꙋкы • катепани • десꙙткаре • псаре • апѡкрисиѣре • апѡдѡхатѡри • и ини прѡчии ѿ малыхь даже и дѡ великыхь • никтѡ же такѡвыхъ да имать ѡбласти влѣсти бъхма ни нѡгы поставити въ метѡхие ст҃гѡ мѡнастирѣ тѡгѡ • ни писати • ни дани вꙁꙙти • ни кѡмѡдь • ни митатѫ • ни апѡдѡхиѫ • ни винѡ ни хлѡбь • ни ꙁѡбь • ни десꙙтъкъ, то ни енгарепсати люди на всѣчскыѣ рабѡты црⷭ҇ми • ни самѣхъ ихъ • ни имь кѡнѣ • ни имь ꙅевгарѣ • ни имь ѡслꙙта нѫ да иматъ всѣкѫ свѡбѡдѫ чистѫ вси людие мѡнастирѣ тѡгѡ • и да ѡбладаетъ настоѫщыи честны и христѡлюбивы игꙋменъ • Дѡсиѳеи и еже пѡтѡмъ честни и христѡлюбиви игꙋмени и еже дани • кѡмѡдь и арикѡ • и енгариа и ина прѡчѣѣ єже пѡ ꙁакѡнꙋ црⷭ҇ ми • тѡ да даваѫть людие ти и да рабѡтаѫть ст҃ѡмꙋ тѡмꙋ мѡнастирю • а инь никтѡ да не метехать • ктѡ ли имъ щѡ испакѡстить, великѫ ѡргиѫ имае патити ѿ црⷭ҇ ми ..... и свѡ. на пѡн...ениє................. ѡриꙁмѡ црⷭ҇ ми тѡ..... еже да......ар..... да м...... мцⷭ҇а април(иѣ)
На съвременен български език:

## Други
На Ватопедската грамота е наречена улица в квартал „Симеоново“ в София (Карта).

## Издания
- Ласкарис, М. Ватопедската грамота на царь Иванъ Асѣня II //  Български старини (XI).   София, БАН, 1930. Посетен на 7 септември 2018.
- Иванов, Йордан. Български старини от Македония. Фототипно издание.   БАН, 1970. с. 602 – 608.
- Дуйчев, Иван. Изъ старата българска книжнина. Т. II.   София, 1944. с. 40 – 42, 320 – 326.
- Даскалова, Ангелина, Райкова, Мария. Грамоти на българските царе.   София, 2005. с. 29.

## Превод и обяснения
- Начев, Венцеслав. Български царски грамоти.   София, ИК „Христо Ботев“, 1996. с. 23 – 38.
- Андреев, Михаил. Ватопедската грамота и въпросите на българското феодално право.   София, 1965.
- Νιχωρίτης, Κ. Τό σλαβικό ἀρχεῖο. – ῾Ιερὰ Μεγίστη Μονὴ Βατοπαιδίου. Παράδοση, ἱστορία, τέχνη. Т. 2.   ̀Αγιον ̀ Ορος, 1996. σ. 633.